# Stradonka
Rozhledna Stradonka byla otevřena v roce 2009 Klubem žen Stradonice za podpory Městyse Peruc. Rozhledna stojí na pozůstatku valu Hradiště Stradonice a nabízí nádherný výhled na České středohoří a za příznivého počasí i na Krušné hory. Uvnitř rozhledny je nákres a pojmenování viděných kopců. Nedaleko rozhledny se nacházejí sluneční hodiny Stradonky.

## Sluneční hodiny Stradonky
V roce 2012 byly postaveny vedle rozhledny analematické sluneční hodiny “Stradonky”. Sluneční hodiny vybudovali místní patrioti s podporou Městyse Peruc.

## Hradiště Stradonice
V polovině 5. století př. n. l. vybudovali předkové Keltů na konci náhorní planiny nad Stradonicemi u Loun hradiště o rozloze šest hektarů. Archeologický výzkum prokázal před ním neznámé datování, objasnil konstrukci mohutného opevnění a vřadil hradiště do kontextu doby jeho vzniku. Vynikající výhled do krajiny byl jistě důvodem stavby opevnění právě na tomto místě, což potvrzuje pohled z rozhledny Stradonka postavené přímo na jeho valu.